# Linus Hauser

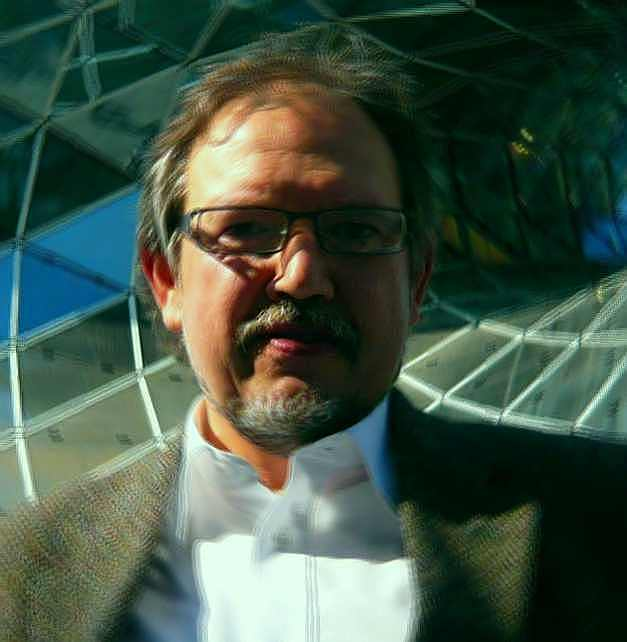
Linus Hauser, Sommer 2009 in Frankfurt am Main

Linus Konrad Hauser (* 24. September 1950 in Frankfurt am Main) ist ein deutscher katholischer Theologe und Kulturtheoretiker.

## Leben
Hauser studierte Philosophie, Sozialkunde und katholische Theologie an der Johann Wolfgang Goethe-Universität Frankfurt am Main. Nach Jahren als Assistent in Frankfurt und Münster, als Referent für Religionspädagogik im Generalvikariat des Bistums Münster und als Professor für Dogmatik und Religionspädagogik an der Katholischen Fachhochschule für Sozialwesen und Religionspädagogik in Freiburg i. Br. habilitierte er sich 1995 im Lehrgebiet der dogmatischen Theologie und war von 1996 bis 2016 Professor für Systematische Theologie an der Justus-Liebig-Universität in Gießen.
Sein Schwerpunkt ist die Erforschung von „Neomythen“, die er im Kontext einer Theorie der Moderne in seiner dreibändigen Kritik der neomythischen Vernunft in kulturgeschichtlicher Perspektive darstellt. Wesentliche Arbeiten davor beziehen sich auf Immanuel Kant und die moderne Wissenschaftsphilosophie und ihre theologische Bedeutung.
Am 22. Januar 2011 wurde Hauser bei ihrer Gründungsversammlung zum Vorsitzenden der Christlich-Ezidischen Gesellschaft für Zusammenarbeit in Forschung und Wissenschaft (e. V.) gewählt und hatte diesen Vorsitz bis zum 26. Oktober 2013 inne.
Hauser ist seit 1981 verheiratet und Vater von drei Kindern.

## Schriften
- Religion als Prinzip und Faktum. Das Verhältnis von konkreter Subjektivität und Prinzipientheorie in Kants Religions- und Geschichtsphilosophie. 1983.
- Theologie und Kultur. Transzendentaltheologische Reflexionen zu ihrer Interdependenz. 1983.
- mit Dietrich Wachler: Weltuntergang, Weltübergang. Science Fiction zwischen Neomythos und Religion. Essays. 1989.
- mit E. Nordhofen (Hrsg.): Im Netz der Begriffe. Religionsphilosophische Analysen. Hermann Schrödter zum 60. Geburtstag. 1994.
- Logik der Theologischen Erkenntnislehre. Eine formale und transzendentale Systematik in Auseinandersetzung mit Matthias-Joseph Scheeben und Karl Rahner auf dem Hintergrund der mengentheoretischen Wissenschaftstheorie. 1996.
- „Möge die Macht mit Dir sein!“ Science-fiction und Religion. 1998. Schriftenreihe: Forum – Streifzüge durch die Welt der Religionen, Band 14. ISBN 3-932194-21-7. ISBN 3-932194-10-1
- Außerirdisches Leben. Herausforderung für die Theologie? In: Heinz-Hermann Peitz (Hrsg.): Der vervielfachte Christus – Außerirdisches Leben und christliche Heilsgeschichte. Stuttgart 2004, ISBN 3-926297-90-5. (online)
- Kritik der neomythischen Vernunft. Band 1: Menschen als Götter der Erde. 2004. (Rezension, Die Zeit)
- Jenseitsreisen. Der religionsgeschichtliche Kontext der Science Fiction. 2006.
- Kritik der neomythischen Vernunft. Band 2: Neomythen der beruhigten Endlichkeit. Die Zeit von 1945 bis heute. 2009.
- Scientology. Geburt eines Imperiums, Verlag Ferdinand Schöningh, Paderborn 2010, ISBN 978-3-506-77010-3.
- Das Andere des Begriffs. Hermann Schrödters Sprachlogik und die Folgen für die Religion, hrsg. mit Eckhard Nordhofen, Verlag Ferdinand Schöningh, Paderborn 2013. ISBN 978-3-506-77627-3
- mit Bausenhart, Guido / Eckholt, Margit (Hrsg.): Zukunft aus der Geschichte Gottes. Theologie im Dienst an einer Kirche für morgen, Freiburg im Breisgau 2014.
- Kritik der neomythischen Vernunft. Band 3: Die Fiktionen der Science auf dem Wege in das 21. Jahrhundert. Ferdinand Schöningh Verlag, Paderborn 2016, ISBN 978-3-506-78197-0

## TV-Auftritte (Auswahl)
- 1998: Star Trek und seine Bedeutung für Jugendliche, Magazinbeitrag „Quer“, BR.
- 1999/2000: Science-Fiction und Theologie, 160 min, vierteilig, BR.
- 2001:  Raumschiff Enterprise – Im Auftrag des Herrn unterwegs? Einblicke in die deutsche Star-Trek-Szene, 30 min, BR-Alpha.
- 2001: Science-Fiction-Literatur – Spiegel moderner Mythen und Weltbilder (1): …phantastisch?, 30 min, BR-Alpha.
- 2001: Science-Fiction-Literatur – Spiegel moderner Mythen und Weltbilder (2): …irdisch?, 30 min, BR-Alpha.
- 2001:  Science-Fiction-Literatur – Spiegel moderner Mythen und Weltbilder (3): …extraterrestrisch?, 30 min, BR-Alpha.
- 2001: Science-Fiction-Literatur – Spiegel moderner Mythen und Weltbilder (4): …neomythisch?, 30 min, BR-Alpha.
- 2007: Wie viel Mythos braucht das Christentum?, 60 min, zweiteilig, BR-Alpha.
- 2010: Glauben ohne Mythos?, 30 min, BR-Alpha.